# Karl Baedeker (Physiker)

Karl Baedeker (1910)

Karl Wilhelm Sali Baedeker (* 3. Februar 1877 in Leipzig; † 6. August 1914 in der Nähe von Lüttich) war ein deutscher Physiker und außerordentlicher Professor an der Friedrich-Schiller-Universität Jena. Man ordnet ihm die Entdeckung der Dotierung von Halbleitern zu.

## Leben
Als Sohn des Verlagsbuchhändlers Fritz Baedeker geboren, besuchte Karl Baedeker von 1886 bis 1895 die humanistische Thomasschule zu Leipzig.
Nach dem Abitur studierte Baedeker Chemie, Mathematik und Physik an der Universität Genf, der Ruprecht-Karls-Universität Heidelberg, der Ludwig-Maximilians-Universität München und an der Georg-August-Universität Göttingen. Er wurde 1900 in Göttingen beim späteren Nobelpreisträger Walther Nernst mit der Dissertation Experimentaluntersuchung über die Dielektrizitätskonstante einiger Gase und Dämpfe in ihrer Abhängigkeit von der Temperatur zum Dr. phil. promoviert.
Danach arbeitete Baedeker bei Otto Wiener in Leipzig. Er war vertretungsweise acht Wochen Assistent bei Wilhelm Wien an der Julius-Maximilians-Universität Würzburg und über zwei Jahre zweiter Assistent bei Walter König an der Ernst-Moritz-Arndt-Universität Greifswald. Seit April 1905 arbeitete er wieder in Leipzig.
1907 heiratete Karl Baedeker Katharina (Käthe), geb. Fielitz aus Greifswald. Ihnen wurden zwei Kinder geboren.
1907 habilitierte sich Baedeker in Physik an der Universität Jena mit einer bei Theodor des Coudres an der Universität Leipzig angefertigten Arbeit. 1910 wurde er in Jena zum außerordentlichen Professor für Physik ernannt.
Baedeker fiel am 6. August 1914, kurz nach Beginn des Ersten Weltkrieges, als Oberleutnant der Reserve der Feldartillerie und Brigadeadjutant beim Vorstoß der 14. Infanterie-Brigade zwischen Fort Fléron und Fort Evegnée (Eroberung von Lüttich, Schlacht um Fort Fléron in Rétinne) an der Seite von General Friedrich von Wussow und Oberst Alfred Gustav Krüger. Er war 37 Jahre alt. Karl Baedekers letzte Ruhestätte ist nach mehrfacher Umbettung der deutsche Soldatenfriedhof in Vladslo (Block 9 Grab 1577).

## Wissenschaft
Seine Hauptarbeitsgebiete waren ausgehend von der physikalischen Chemie, Fragen der elektrischen Leitung in Metallen und der Thermoelektrizität. Bereits 1907 beobachtete er, dass die Leitfähigkeit durchsichtiger Kupferjodid-Schichten (Isolatoren oder Halbleiter) um Größenordnungen anwächst, wenn durch Diffusion zusätzliches Iod in den Kristall eingebracht wird. Ebenso berichtet er über die gute elektrische Leitfähigkeit von durchsichtigen (orange-gelb gefärbten) Cadmiumoxid-Schichten und damit die erste transparente leitfähige Oxidschicht. Er beobachtet am CuI eine positive, am CdO eine negative Hall-Konstante. Erst später konnte verstanden werden, dass CuI p-leitend und CdO n-leitend ist. Das gilt als Entdeckung der Defektelektronen.

## Schriften (Auswahl)
- Experimentaluntersuchung über die Dielektrizitätskonstante einiger Gase und Dämpfe in ihrer Abhängigkeit von der Temperatur. W. Engelmann, Leipzig 1900. (= zugleich Dissertation, Universität Göttingen 1900)
- Über die elektrische Leitfähigkeit und die thermoelektrische Kraft einiger Schwermetallverbindungen. In: Annalen der Physik 327 (1907) 4, 749–766. doi:10.1002/andp.19073270409 (= zugleich Habilitationsschrift, Universität Jena 1907)
- Die elektrischen Erscheinungen in metallischen Leitern. F. Vieweg, Braunschweig 1911.